# Бірюковка
Бірюко́вка (каз. Бирюков) — село у складі Алтинсаринського району Костанайської області Казахстану. Входить до складу Убаганського сільського округу.
Населення — 62 особи (2021; 138 у 2009, 285 у 1999, 376 у 1989).